# Helius (Helius) longinervis
Helius (Helius) longinervis is een tweevleugelige uit de familie steltmuggen (Limoniidae). De soort komt voor in het Oriëntaals gebied.